# أدب سلالة مينغ
تميّز أدب سلالة مينغ (1644-1368) بتجدد قوي في أدب الترفيه باللغة الصينية الدارجة، بما في ذلك المسرح والحكايات والقصص القصيرة والروايات. في غضون ذلك، أصبحت الأنواع الأدبية التي كانت تُمارس سابقًا راكدة وغير متغيرة.
في المسرح، تميّز أسلوب تشوانتشي، وهو أسلوب من التراث الجنوبي، بمسرحياته الطويلة، والتي غالبًا ما تتكون من عشرات «الأطوار». وقد اكتسب هذا الأسلوب شعبية واسعة بين الجمهور. ومن أشهر مسرحياته مسرحية سرادق الفاوانيا (بالانجليزية: The Peony Pavilion) التي كتبها تانغ شيانزو. وخلال القرن السادس عشر، أثمر تشوانتشي عن ظهور الكونجو، المعروف أيضًا باسم أوبرا كونشان، والذي يُعد شكل الأوبرا الصينية الأقدم الذي ما يزال يُعرض حتى اليوم. نشأ أسلوب آخر، وهو أسلوب زاجو، في التراث الشمالي، وازدهر خلال عهد سلالة يوان. وما يزال هذا الأسلوب شائعًا في البلاط وبين الباحثين، وقد تأثر بأسلوب المسرح الجنوبي.
ولدت أربع روائع استثنائية في نوع الرواية الأدبي: رومانسية الممالك الثلاث، وحافة الماء، ورحلة إلى الغرب، وجين بينغ ماي.

## الفترة المبكرة: الاضطهاد والرقابة والأرثوذكسية الكونفوشية
تمتع الكُتّاب خلال عهد سلالة يوان بمستوى معين من الحرية؛ نظرًا لقلة اهتمام المغول بالشؤون الأدبية، ولكن تغير هذا جذريًا مع ترسيخ سلالة مينغ في عام 1368. نفّذ الإمبراطور الجديد، الإمبراطور هونغوو (حكم من 1368 إلى 1398)، سياسة إرهاب ضد أعدائه، وخاصةً الباحثين. أصبح الباحثون الآن ممنوعين من رفض خدمة السلطة الإمبراطورية، تحت طائلة عقوبة الإعدام. أثرت هذه السياسة أيضًا في الباحثين الذين كانوا جزءًا من حاشيته، مثل ليو جي (1375-1311)، الذي طُرد، وسونغ ليان، الذي نُفي. حرّر سونغ ليان تاريخ يوان الرسمي، مختزلًا الأدب إلى كتابات مستوحاة من دراسة الكلاسيكيات. كانت الحالة الأبرز هي حالة غاو تشي، وهو شاعر من سوجو حُكم عليه بالإعدام في عام 1374. أدى ذلك إلى اختفاء جيل كامل من الفنانين والكتّاب من سوجو. نفذ الإمبراطور هونغوو سياسة تعليمية تستند إلى الكلاسيكيات الكونفوشية والكتب الأربعة، وفسر الأخلاق والفضائل الكونفوشية بطريقة صارمة وأرثوذكسية. وكان مُتَوقَّعًا أن يُظهر العلماء طاعة صارمة لذي السيادة. شكَّل مفكرو سوجو، وهي مدينة كانت لفترة طويلة تحت سيطرة منافس الإمبراطور هونغوو، تشانغ شيتشنغ، شكَّل مفكروها تهديدًا لهذه السياسة المتمثلة في الطاعة الصارمة. ونتيجةً لذلك، بدأ الكتاب بممارسة الرقابة الذاتية. على سبيل المثال، وزع هو يو في البداية مجموعته القصصية، قصص جديدة بعد إطفاء المصباح، في شكل مخطوطة على جماعة محدودة. لم يُطبَع العمل حتى حوالي عام 1400، ولكنه حُظِر في عام 1442 بسبب انتقاده المُبَطَّن لسلالة مينغ والقيم الكونفوشية. سهلت طباعة الكتب تداولها، مما لفت انتباه حكومة مينغ وأدى إلى زيادة الرقابة. في عام 1442، طلب مدير الجامعة الإمبراطورية، لي شيميان (بالصينية التقليدية: 李時勉)، حظرًا على كتابات معينة، بما في ذلك مجموعة هو يو، التي اكتشفها في أيدي طلابه. وطلب أيضًا فرض عقوبات على أولئك الذين طبعوا أو باعوا العمل. لم تكن هناك قوانين معمول بها لتنظيم هذه المهن أو هذا النوع من العمل في ذلك الوقت. لم توضع تدابير ضد الأعمال المطبوعة من الخيال الإباحي وأولئك الذين شاركوا في إنتاجها وتوزيعها إلا بعد صدور طبعة منقحة من قانون تشينغ في عام 1740.
ارتقى الإمبراطور يونغلي (حكم من 1402 إلى 1424) إلى السلطة عبر اغتصابها، وسعى إلى إقصاء أفراد آخرين من العائلة الإمبراطورية عن المسؤوليات السياسية. ونتيجةً لذلك، اتجه العديد من أفراد هذه العائلة إلى مجالات كالأدب. حتى أن بعضهم أصبحوا كتّابًا مشهورين، بمن فيهم الكاتبان المسرحيان تشو تشيوان (1448-1378) وتشو يودون (1439-1379). كان الموضوع الرئيس لمسرحيات تشو يودون هو الولاء للإمبراطور، وقد أشاد كلا المؤلفين بالقيم الكونفوشية. أولت الحكومة أيضًا اهتمامًا خاصًا لـباغووين، أو «المقال ذو الاطراف الثمانية»، الذي استُخدم في الامتحانات الإمبراطورية. وكان مُتَوقَّعًا أن تُظهر هذه المؤلفات التزامًا صارمًا بالعقيدة الكونفوشية، كما حددها مفكر أسرة سونغ، تشو شي (1200-1130). بالإضافة إلى ذلك، كان الإمبراطور يونغلي داعمًا رئيسًا لمشاريع النشر، إذ كَلَّف بجمع مجموعات من النصوص الكونفوشية مثل: شينغلي داكوان (بالصينية المبسطة: 性理大全؛ المختصر الكبير في الطبيعة البشرية ومبادئها)، وووجينغ داكوان (بالصينية التقليدية: 五經大全؛ المعنى الكامل للكلاسيكيات الخمسة)، وسيشو داكوان (بالصينية التقليدية: 四書大全؛ المعنى الكامل للكتب الأربعة). ثم أُدرجت هذه النصوص في البرنامج الرسمي للمرشحين الذين يتقدمون للامتحانات.

## 1520–1450
ازداد تهديد المغول بعد وفاة الإمبراطور يونغلي. عانى جيش مينغ من هزيمة خلال معركة تومو في عام 1449، مما أدى إلى أسر الإمبراطور جينغتونغ. أدى هذا إلى فترة من انعدام الاستقرار السياسي حتى اعتلى الابن الصغير للإمبراطور جينغزونغ، الإمبراطور تشنغهوا (حكم من 1465 إلى 1487) العرش. تمكن الباحثون من التعبير بحرية عن انتقاداتهم للحكومة دون تردد نتيجةً لهذه الاضطرابات السياسية والعسكرية. ومع ذلك، كان لذلك مخاطر، إذ قد يواجهون عقوبة بدنية (المعروفة باسم تينغزانك، بالصينية المبسطة: 廷杖؛ الضرب في البلاط) أو النفي بسبب احتجاجاتهم. ومع ذلك، كان هناك اتجاه نحو تخفيف سيطرة الحكومة على الباحثين. لعب الأباطرة أيضًا دورًا مهمًا في تعزيز الثقافة الشعبية والدرامية، إذ كان الكثير منهم مولعًا بالأغاني والألحان الشعبية التي تُغنى في المسارح. وهو ما أشاع هذه الأشكال من الترفيه بين النخبة الفكرية بأكملها، مما جعل هذه الفترة العصر الذهبي للسانتشو (تنويعة من تشو).
كان المقال ذو الأطراف الثمانية نوعًا أدبيًا ضروريًا لأي باحث يسعى إلى بناء مسيرة مهنية ناجحة وإظهار براعته الأدبية. ومع أن هيكله غير مرن، إلا أنه كان ما يزال من الممكن إظهار الموهبة فيه. كان وانغ آو أحد أشهر الشخصيات في هذا المجال (1524-1450)، إذ حقق المركز الأول في كل من امتحانات مستويي المقاطعة والعاصمة. وكان معروفًا بقدرته على الالتزام بالأعراف الرسمية مع دمج الأناقة والأصالة في كتاباته. أدت أهمية هذا النوع إلى انتقادات، إذ كان وانغ آو نفسه صوتًا بارزًا في الدعوة إلى إدراج أنواع أدبية أخرى في الامتحانات، من أجل جذب الباحثين ذوي القدرات المتنوعة. وقد تم تجاهل اقتراحاته في ذلك الوقت. كانت هناك زيادة ملحوظة في الطلب على مختارات مقالات الامتحانات في عهد الإمبراطور تشنغهوا. وكان الإنجاز الأقصى للباحث هو القبول في أكاديمية هانلين المرموقة، والتي كانت مخصصة للأفراد الأكثر موهبة. كان لي دونغيانغ (1516-1447)، المسؤول الأعلى في الأكاديمية، خبيرًا في الاتجاهات الأدبية في عصره ولعب دورًا مهمًا في دعم وتشجيع الباحثين الأصغر سنًا.
لم تكن مكانة لي دونغيانغ البارزة خالية من الصعوبات. فقد واجه معارضة من «أساتذة مينغ السبعة الأوائل»، وهي جماعة مرتبطة بحركة فوغو (بالصينية المبسطة: 复古؛ إحياء العصور القديمة). كان جميع أعضاء هذه الجماعة من الشمال، باستثناء عضو واحد، ونشطت في بكين من عام 1496 إلى عام 1505. كانت تربطهم علاقات وثيقة مع لي مينغيانغ (1530-1475)، الشخصية الرئيسة في الحركة. كان تركيزهم الرئيس على إحياء الشعر، ولكن كان لديهم أيضًا اهتمام عام بالقضايا السياسية. أدى انتقاد لي مينغيانغ للبلاط إلى سجنه عدة مرات، بل وحتى إصدار أحكام إعدام، إذ استغل المخصي ذو النفوذ ليو جين نفوذه لإسكات المعارضة. ومع ذلك، لم تكن جميع الانتقادات الموجهة للحكومة بنفس القدر من الصراحة. كان عضوان آخران من الأساتذة السبعة، كانغ هاي ووانغ جيوسي، جزءًا من أكاديمية هانلين، واستخدما نفوذهما لمنع إعدام لي مينغيانغ. وكانوا معروفين أيضًا بكتابة المسرحيات التي كانت تنتقد المناخ السياسي في ذلك الوقت.
شهدت سوجو إحياءً لأهميتها الثقافية كما يتضح من صعود باحثين مثل وانغ آو، ولكن لم يكن الأمر كذلك حتى أوائل القرن السادس عشر، عندما أصبحت منطقة جيانغنان محورًا اقتصاديًا رئيسًا للصين، إذ استعادت سوجو مكانتها بصفتها مركزًا ثقافيًا. كان هذا نتيجة جهود التجار الحضريين إلى حد كبير. من حيث الثقافة، حوّل باحثو المنطقة تركيزهم بعيدًا عن المهن الإدارية ونحو كسب عيشهم من خلال بيع اللوحات والخط والشعر - وهي ثلاثة أنشطة كانت متشابكة بنحو وثيق في ممارسة الباحثين في ذلك الوقت. ونتيجةً لذلك، أصبح المال نفسه موضوعًا شائعًا في الشعر، وهو تطور جديد. كان من بين أبرز الباحثين من سوجو خلال هذه الفترة شين تشو (1509-1427)، وتشو يونمينغ (1526-1460)، ووين تشنغمينغ (1559-1470)، وتانغ ين (1524-1470)، الذين اشتهروا في المقام الأول بمهاراتهم في الرسم والخط.